# Nomalizo Leah Tutu
Nomalizo Leah Tutu (sinh ngày 14 tháng 10 năm 1933) là một nhà hoạt động chính trị xã hội người Nam Phi và là vợ của Desmond Tutu.

## Đời sống
Nomalizo Leah Tutu được sinh ra với tên khai sinh là Nomalizo Leah Shenxane vào năm 1933 tại Krugersdorp. Cô kết hôn với Desmond Tutu vào ngày 2 tháng 7 năm 1955. Hai người đã có bốn người con chung. Họ đã gia hạn lời thề hôn nhân vào năm 2015 tại Orlando, Soweto. Nomalizo Leah Tutu đã trải qua phẫu thuật hông vào năm 2016.

## Sự nghiệp và hoạt động
Nomalizo Leah Tutu là một giáo viên và một y tá. Trong khoảng thời gian từ 1970 đến 1972, cô làm trợ lý cho công ty đăng ký tại Đại học Botswana, Lesentine và Swaziland. Cô đã đồng sáng lập Hiệp hội Lao động trong nước Nam Phi (South African Domestic Workers Association). Nomalizo Leah Tutu là giám đốc của công nhân sử dụng lao động Dự án trong nước của Viện Nam Phi Quan hệ Race từ năm 1976 đến năm 1984. Nomalizo Leah Tutu đồng sáng lập Trung tâm Hòa bình Desmond Tutu năm 1988, và đã đến giảng bài tại nhiều nhà thờ và các nhóm phụ nữ.

## Vinh danh
Năm 2000, Đại học Quốc gia Louis đã trao cho Nomalizo Leah Tutu cùng với chồng bằng tiến sĩ danh dự của trường này. Năm 2009, Nomalizo Leah Tutu và chồng đã được trao giải thưởng Mattie JT Stepanek Peacemaker của tổ chức We Are Family Foundation.